# Tadmaït
Tadmaït, anteriormente Camp-du-Maréchal,  é uma cidade e comuna localizada na província de Tizi Ouzou, no norte da Argélia. Em 2008, sua população era de 22 838 habitantes.